# 王迪 (成化丁未进士)
王迪（1453年—？），字允吉，福建福州府侯官县人，民籍，明朝政治人物。

## 生平
成化十六年，福建庚子乡试中第四名舉人。成化二十三年（1487年）丁未科會試中進士，官至两浙盐运使司副使。死後劉瑾柄政，被追納罚銀一百六十余两。

## 家族
曾祖王和；祖父王貴宗；父王端，母呂氏。慈侍下。